# Ruta de señalización Notch

Interacción Juxtacrina mediada por NOTCH

La ruta de Señalización Notch es un sistema de señalización celular altamente conservado en los animales, con el cometido principal de controlar los destinos celulares mediante la amplificación y consolidación de diferencias entre células adyacentes.
La ruta se basa en la proteína funcional NOTCH, proteína transmembrana que sirve como receptor de señales extracelulares. Esta proteína es un heteroligómero compuesto por dos porciones extracelulares, una larga y una corta, asociadas por una interacción no covalente dependiente de calcio y una porción intracelular corta. Los mamíferos cuentan con cuatro receptores NOTCH diferentes.
La ruta de señalización Notch participa en procesos proliferativos en la neurogénesis y mantenimiento de nichos de célula madre. Su actividad es inhibida por Numb.

## Historia
En 1914, Jhon S. Dexter detectó el gen Notch en las alas de la mosca de la fruta Drosophila melanogaster. Los alelos del gen se describieron en 1917 por Thomas Hunt Morgan, pero la secuenciación de estos se logró durante los 80's por los equipos de Spyros Artavanis-Tsakonas & Michael W. Young.
Posteriormente dos paralogos redundantes del gen Notch en C. elegans se identificaron basado en los fenotipos lin-12 y glp-1. La clonación y secuenciación parcial de lin-12 también se reportó para Drosophila por Iva Greenwald en 1985.

## Proteínas Notch
Las proteína Notch pertenecen a la familia de proteínas transmembrana tipo 1. Compuesta por dos dominios principales: el dominio Notch extracelular (en inglés NECD) que interactúa directamente con la familia de ligandos DSL (Delta, Serrate, Lag2) y el dominio Notch intracelular (NICD) conectados por un dominio transmembrana de un solo paso (TM). La proteína se sintetiza y ensambla en el aparato de golgi mediante proteasas furinas.
El NECD está compuesto por repeticiones múltiples de símiles de los Factores de Crecimiento Epidermal (EGF).  La cantidad de repeticiones varía según el organismo: 36 para Drosophila, 28-36 en humanos, en C.elegans encontramos 13 repeticiones para Lin-12 y 10 para GLP-1. Estas repeticiones son fuertemente modificadas por o-glicosilación y se ha demostrado que estas modificaciones son importantes para su funcionamiento.
Estas repeticiones de EGF son seguidas por repeticiones ricas en cisteína de la repetición Lin-12/Notch (LNR) y un dominio de heterodimerización (HD).Tanto la LNR como la HD componen la región regulatoria negativa adyacente a la membrana celular que previene la señalización en ausencia del ligando. 
El NICD actúa como un factor de transcripción que es liberado una vez que el ligando active su escisión. Contiene una secuencia de localización nuclear (NLS) que permite su translocación al núcleo. También posee repeticiones de Akirina (ANK) e interacciones de dominio RAM (módulo asociado RBP-Kappa) que ayudan en la activación génica.

## Mecanismo
El receptor es activado por el contacto directo célula-célula, donde la proteína Notch entra en contacto con los ligandos de la otra célula. La unión del ligando al NECD induce la escisión proteolítico que libera el NICD y se transloca al núcleo donde modifica la expresión génica.
El modelo de escisión de Notch fue propuesto en 1993 basado en trabajos en lin-12. Este se confirmó en 1998 con análisis in-vivo en Drosophila por Gary Struhl y de manera in-vitro por Raphael Kopan.
Después de la escisión, una vez en el núcleo, las repeticiones de akirina (ANK) y las interacciones por dominio RAM presentes en el NCID interactúa con la familia de factores de transcripción CSL (CBF1/RBP-JKappa Supresor de Hairless & Lag-1), formando un complejo de transcripción. Se ha visto que en humanos el domino PEST ayuda en la degradación del NICD.

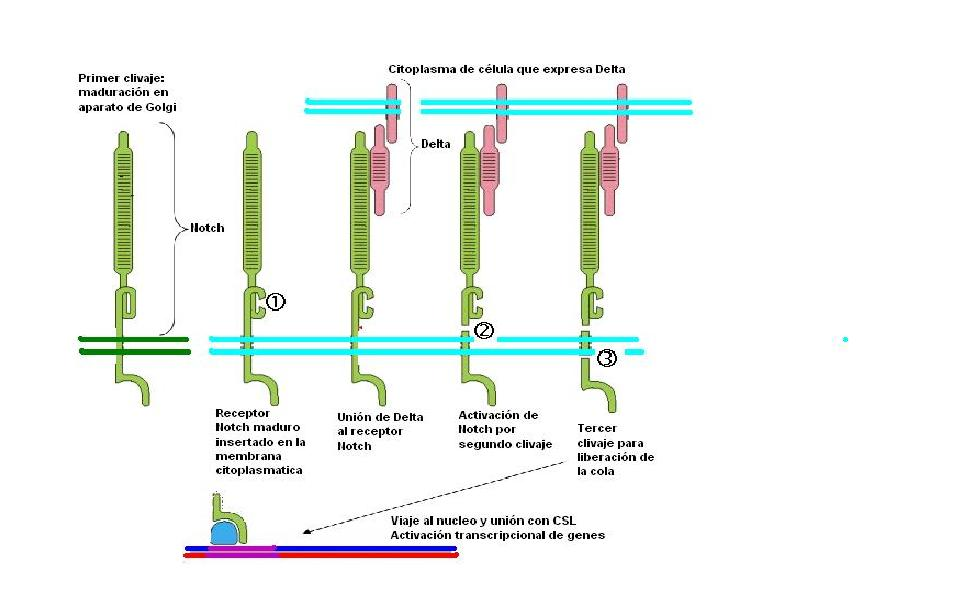
Notch

## Función

### Neurogénesis
La señalización por medio de NOTCH está involucrada en el desarrollo de la mayoría de los tejidos, pero ha sido mayormente estudiada en la producción de células nerviosas en Drosophila, en un proceso conocido como inhibición lateral, en el que células con expresión NOTCH y Delta de un clúster empiezan a inhibirse unas a otras cuando Delta activa a NOTCH en algún lugar, y se empiezan a enviar señales inhibitorias a todas las células que estén expresando NOTCH. Se da así una competencia que consecuentemente disminuye la habilidad de las células para responder con la señal inhibitoria de Delta. Queda por último una única célula que envía una fuerte señal inhibitoria a sus vecinas, y no recibe señal a cambio. Esa será entonces una célula neural rodeada de células epiteliales.
Los procesos de inhibición lateral y diversificación celular que son iniciados por la expresión de genes proneurales y mediados por NOTCH han demostrado ser cruciales en la formación de patrones finos en una gran variedad de tejidos, tejidos en los que se requieren mezclas equilibradas de diferentes tipos celulares, y NOTCH permite en ese proceso que células individuales expresen un grupo de genes que indiquen a las células adyacentes que expresen un grupo diferente.

### Otros procesos
Mediante el mecanismo de inhibición lateral la ruta notch influye fuertemente en la morfogénesis de diferentes tejidos como: 
- La estabilización de los destinos endoteliales en la angiogénesis.[30] Y la expansión de las células hemogénicas endoteliales junto a señales SHH y Scl.[31]
- Regulación de eventos de comunicación celular entre el endocardio y miocardio durante la formación de los primordios de la válvula cardiaca y la diferenciación ventriculares.[32] La homeostasis de la válvula cardiaca y la implicación en desórdenes cardiovasculares.
- Especificación de linajes celulares en páncreas endocrino y exocrino.[33]
- Influencia del destino entre linajes absorbente o secretores del intestino.[34]
- Expansión del compartimiento de células madres hematopoyéticas durante el desarrollo óseo. También la participación en el linaje osteoblástico.[35]
- Compromiso del linaje de células T a partir de un precursor linfoide único.[36]
- Regulación del destino de glándulas mamarias a través de diferentes etapas del desarrollo.[37]
- Regulación de la línea germinal de C.elegans y los destinos mitóticos/meióticos.[38]

### En la enfermedad
La señal de notch se ha visto desregulada en diferentes cánceres, incluyendo leucemia linfoblástica aguda de células T. La deficiencia de la ruta Notch se relaciona con otras enfermedades como CADASIL (arteriopatía cerebral autosómica dominante con infartos subcorticales y leucoencefalopatía), esclerosis múltiple, Tetralogía de Fallot, Síndrome de Alagille, entre otras enfermedades.